# Cementerio General de Huancayo
El Cementerio General de Huancayo es el principal cementerio de la ciudad de Huancayo, Perú. Por su extensión y el número de tumbas, es el principal cementerio de la zona centro del Perú que incluye los departamentos de Junín, Pasco, Huánuco y Huancavelica.
El cementerio empezó a funcionar en noviembre de 1886 en un paraje distante 900 metros al sureste de la Plaza Constitución ubicada en el centro de la ciudad. La plaza y el cementerio se encuentran comunicadas por el Paseo de la Breña (antiguo jirón Callao). Su construcción se dio por iniciativa de la Sociedad de Beneficencia de Huancayo y fue el primer cementerio de la ciudad. El costo de construcción fue de 10,000 pesos de la época e incluyó una capilla y alameda.
Desde entonces, el Cementerio ha ocupado un lugar preponderante como punto de encuentro y desarrollo en las tradiciones populares huancaínas debido a la importancia de los ritos funerarios en esta sociedad. Es particularmente colmado de visitantes durante las festividades religiosas de Tayta Panteón, Tayta Shanti y el Día de Todos los Santos. En las dos últimas fiestas se desarrollan singulares romerías hasta las tumbas de los difuntos, quienes en muchos casos son homenajeados por haber integrado asociaciones de danzantes o instituciones barriales.
En el plano del cementerio destacan los pabellones de colonias extranjeras radicadas en Huancayo y de congregaciones religiosas. Asimismo, el mausoleo del alcalde Saúl Muñoz Menacho quien fuera asesinado por Sendero Luminoso y el cenotafio de Ramiro Prialé quien fuera senador de la República en varios periodos parlamentarios. 
En la actualidad, el cementerio mantiene su función a pesar de que su capacidad restante es reducida. Adicionalmente, en los últimos años instaló un crematorio y columbarios. Existen proyectos de convertirlo en un museo.